# Бекард смугастий
Бекард смугастий (Pachyramphus versicolor) — вид горобцеподібних птахів родини бекардових (Tityridae).

## Поширення
Вид поширений на високогір'ях Центральної і Південної Америки від Коста-Рики на південь до північної частини Болівії. Трапляється на висоті 1500—2500 м над рівнем моря.

## Опис
Дрібний птах, завдовжки до 12 см і вагою 14 г. Дорослий самець має чорну верхню частину з білими крилами. Боки голови і горла жовтувато-зеленого відтінку. Нижні частини тіла білі тонко огороджені чорним кольором. Доросла самиця має сіру корону і потилицю, оливково-зелену верхню частину і строкаті крила.

## Спосіб життя
Мешкає під пологом і середніх ярусах гірських лісів. Полює на комах та павуків, інколи збирає дрібні ягоди. Гніздо сферичної форми, діаметром 30 см, з нижнім входом, підвішене до гілки на висоті 15-23 м над землею. У кладці два яйця. Інкубація триває 18-20 днів.

## Підвиди
Таксон включає три підвиди:
- Pachyramphus versicolor costaricensis Bangs, 1908
- Pachyramphus versicolor meridionalis Carriker, 1934
- Pachyramphus versicolor versicolor (Hartlaub, 1843)